# Heinrich Neuhaus
Heinrich Neuhaus   (Kropivnitski, 31 de març de 1888 (Julià) - Moscou, 10 d'octubre de 1964), rus: Ге́нрих Густа́вович Нейга́уз, Guénrikh Gustàvovitx Neigáuz, fou un pianista i pedagog soviètic d'ascendència alemanya. Professor al Conservatori de Moscou de 1922 a 1964, el seu llibre L'art de tocar el piano, és considerat com un dels tractats més importants i respectats sobre el tema.

## Biografia
Els seus pares eren professors de piano i tant el seu oncle Féliks Blumenfeld com el seu cosí segon Karol Szymanowski, alumne del seu pare, Gustav Neuhaus, eren excel·lents pianistes. No obstant això, Neuhaus va ser durant molt de temps autodidacta, rebent la primerenca influència de Szymanowski. Va prendre algunes lliçons amb Aleksander Michałowski. El 1902 va donar un recital a Elisavetgrad amb el violinista Mischa Elman, qui tenia onze anys, i el 1904 es va presentar a el públic de Dortmund, Bonn, Colònia i Berlín en una successió de concerts. A partir de llavors Neuhaus va passar a estudiar amb Leopold Godowsky a Berlín, i des de 1909 fins a l'esclat de la Primera Guerra Mundial va acudir a les seves classes a l'Acadèmia de Música de Viena.
El 1912 Neuhaus va intentar suïcidar-se amb talls al canell. Hi havia presenciat un concert a Berlín en el qual Arthur Rubinstein va estrenar una sonata per a piano del seu amic i cosí Karol Szymanowski. Hi havia deixat una nota de suïcidi dient que al concert va descobrir que ell mai seria un famós compositor, ni un gran pianista, i no podia suportar aquesta idea, de manera que se n'havia anat a Florència, Itàlia, per morir. Szymanowski i Rubinstein van seguir la seva pista fins a Florència i van aconseguir portar-lo a un hospital, on es recuperà.
El 1914 Neuhaus va començar a fer classes a Elisavetgrad, i més tard a Tbilissi i Kíev (on va conèixer i va iniciar una amistat amb Vladimir Horowitz). Després d'haver estat temporalment paralitzat, Neuhaus es va veure obligat a abandonar la seva carrera de concertista i centrar-se en la pedagogia. El 1922 va ser nomenat professor al Conservatori de Moscou, del qual va ser director de 1935 a 1937. Quan els alemanys es van acostar a Moscou el 1941 va ser empresonat com "espia alemany", però va ser alliberat vuit mesos més tard gràcies a la pressió de Dmitri Xostakóvitx i Emil Guílels, entre d'altres. Va tenir nombrosos alumnes, entre ells alguns van arribar a ser concertistes de piano de gran prestigi.

## Llegat
Neuhaus era reconegut pel poètic magnetisme de les seves interpretacions i pel seu refinament artístic. Va ser amic durant tota la seva vida de Borís Pasternak, i Óssip Mandelxtam va expressar la seva admiració per Neuhaus en un poema. Stanislav Neuhaus, el seu fill amb la seva primera dona Zinaída (qui es casaria amb Pasternak a 1931), va ser també un conegut pianista; Stanislav Bunin és el seu net.

## Llista d'alumnes
- Nina Svetlanova,
- Konstantin Ganev,
- Sviatoslav Richter,
- Emil Guílels,
- Yakov Zak,
- Radu Lupu,
- Victor Eresko,[3]
- Anatoli Vedernikov,
- Vera Gornostayeva,
- Boris Petrushansky,
- Tijon Jrénnikov,
- Ievgueni Malinin,
- Lev Naumov,
- Tamara Guseval,
- Ryszard Bakst,
- Teodor Gutman,
- Aleksandr Slovodyánik,
- Leonid Brumberg,
- Ígor Zhukov,
- Oleg Boshniakóvich,
- Antón Ginsburg,
- Valery Kastelsky,
- Gérard Frémy,
- Zdeněk Hnat,
- Eliso Virsaladze,
- Alexei Lubimov,
- Alekséi Nasedkin,
- Vladímir Krainev,
- Berta Maranz,
- Ievgueni Mogilevsky,
- Amalya Baiburtyán,
- Víctor Derevianko,
- Nina Svetlanov,
- Valentina Kameníková.